# Vicente Lunel
Vicente Lunel OFM (ur. 1480 w Barbastro, zm. 1550 w Trydencie) − hiszpański franciszkanin, generał Zakonu Braci Mniejszych w latach 1535–1541, teolog, uczestnik soboru trydenckiego.

## Życiorys
Urodził się w 1480 w Barbastro. W młodym wieku wstąpił do franciszkańskiej prowincji obserwanckiej w Kartagenie. Po ukończeniu wymaganych studiów, przyjął święcenia kapłańskie, mając 25 lat. Był profesorem teologii i sztuki w swojej prowincji. Uczestniczył w kapitule generalnej w Tuluzie w 1532, na której został wybrany komisarzem generalnym zakonu przy kurii rzymskiej. Następna kapituła w 1535 wybrała go generałem zakonu. Okres jego rządów był bardzo trudny, gdyż w tym czasie obserwancja przeżywała wewnętrzny kryzys, w zakonie rozwijał się ruch kapucyński a w całym kościele reformacja protestancka. Był angażowany przez papieża Pawła III i cesarza Karola V Habsburga do celów dyplomatycznych. Osobiście zwizytował większą część prowincji europejskich. Rozwijał misje w nowo odkrytej Ameryce, dokąd wysłał wiele wypraw misyjnych. Po zakończeniu generalatu został powołany na sobór trydencki jako teolog. Zmarł w Trydencie podczas obrad soboru w 1550 (według niektórych źródeł 1549). Zachowały się niektóre jego pisma dogmatyczne, z biblistyki i teologii.